# Leroy George
Leroy Martin Giovanni George (Paramaribo, 21 aprile 1987) è un calciatore surinamese naturalizzato olandese, attaccante del Real Sranang.

## Caratteristiche tecniche
È un'ala destra, ma il suo piede preferito è il sinistro.

## Carriera

### Club
Gioca dal 2006 al 2010 nell'Utrecht. Nel 2010 viene acquistato dal N.E.C. Nel 2013 si trasferisce in Azerbaigian, al Qarabağ. Il 9 luglio 2015 viene ufficializzato il suo passaggio ai turchi del Göztepe. Il 30 gennaio 2017 viene acquistato dall'Adana Demirspor.

### Nazionale
Nel 2007, dopo aver collezionato due presenze con la nazionale Under-20 olandese, debutta con la nazionale Under-21 olandese. Colleziona in totale 7 presenze e una rete. Nel 2009 ottiene il passaporto surinamese.

## Palmarès

### Club

#### Competizioni nazionali
- Campionato azero: 2

Qarabağ: 2013-2014, 2014-2015
- Coppa dell'Azerbaigian: 1

Qarabağ: 2014-2015
- Campionato australiano: 1

Melbourne Victory: 2017-2018